# 靖国神社・日本大使館放火事件
靖国神社・日本大使館放火事件（やすくにじんじゃ・にほんたいしかんほうかじけん）は、2011年12月26日に中国籍の男が靖国神社を放火し、さらに2012年1月8日に在大韓民国日本国大使館に火炎瓶を投擲した事件。
日中韓政府間の外交問題となったが、中国の要請に応じた韓国が日韓犯罪人引渡し条約に抵触しない「政治犯」と認定し、犯人は中国へ送還された（日中間には犯罪人引渡し条約がない)。
後発事件として、2013年9月に韓国籍の男が日本に入国、揮発・引火性を有する液体を放火目的で靖国神社内に撒くなどの国際テロ未遂事件が起きている。

## 事件の経緯

### 実行犯の出自
実行犯は、1930年代に抗日独立運動をして捕まり西大門刑務所で拷問を受け殺されたとする曽祖父、抗日新四軍連隊長の祖父と1942年に日本軍に捕まり強制的に慰安婦にされた韓国籍の祖母を持つと称した。

### 2011年12月26日靖国神社放火
東日本大震災の被災者を支援するボランティアとして日本に入国していたと称する容疑者は、2011年12月26日に靖国神社を放火するとその日のうちに韓国に逃亡した。

### 2012年1月8日在韓日本大使館への火炎瓶投擲
2012年1月7日に西大門刑務所を訪れて憤り、2012年1月8日には大韓民国ソウル特別市にある在大韓民国日本国大使館に火炎瓶4本を投擲した。なお、この日は祖母の命日としている。
この火炎瓶放擲事件では韓国で有罪が確定し、2012年11月まで犯人は服役した。またこの際の取り調べで、2011年12月26日の靖国神社放火を自白した。

## 日本政府、中国政府、韓国政府の対応

### 中国政府による身柄の引き渡し要請
日本政府は韓国政府に対して日韓犯罪人引渡し条約で引き渡しを拒否できる政治犯には該当しないとして数十回にわたり身柄の引き渡しを要請した。
しかし、中国政府は韓国政府に対して非公開に中国への送還を求め続け、孟建柱公安部長は韓国を訪問して韓国閣僚に事件について話し、2012年10月16日には中華人民共和国外交部の洪磊副報道局長が定例記者会見の場でも中国への送還を要求した。

### ソウル高等裁判所による日本への引き渡し拒絶決定
2013年1月3日、ソウル高等裁判所は靖国神社には戦犯が合祀されており政治的象徴性があり、靖国神社への放火には政治的目的が認められるため「政治犯」と認定し、犯行について政治的大義のために行われたものであり、「政治犯を引き渡すのは韓国の政治秩序と憲法理念だけでなく、大多数の文明国家の普遍的価値を否認する」として、放火犯を政治犯であると認定するとともに日本への引き渡しを認めない決定を行った。
これに対して2013年1月4日、河相周夫外務事務次官は申珏秀駐日韓国大使に対し、今般の韓国側の決定は日韓犯罪人引渡し条約上の引渡拒否事由のいずれにも該当しないと考えられること等から誠に遺憾である旨を抗議すると共に、今後の韓国側の適切な対応等を申し入れた。
また、安倍晋三首相は「極めて遺憾であり、強く抗議したい」「日韓の間に引き渡し協定があるにもかかわらず事実上、無視した」と批判した。

## 中国への帰国
その後、駐韓中国大使館は容疑者を大使館に宿泊させた。1月4日、容疑者は中国政府関係者の保護を受けながら韓国を出国して中国に帰国した。上海浦東空港では上海市政府関係者によって出迎えられた。
日中間には犯罪人引渡し条約がないため、日本の警察による全容解明は困難となった。
帰国後、容疑者は琉球歴史研究会という団体を創立し、琉球独立運動を応援している。現在沖縄で独立運動支持者の支援を探している。

## 関連事件

### 2013年9月韓国人靖国神社放火未遂事件
2013年9月21日、韓国籍の男が靖国神社を放火することを目的に日本に入国し、9月22日21時に南門のトイレの裏の茂みに隠れているのを巡回中の2名の衛士が発見すると、男は警備員を振り切りトルエンの入った容器のふたを開けて液体を拝殿に投げつけた。その後男は、宿直者達に取り押さえられ警視庁に引き渡され、9月23日に警視庁公安部によって男は逮捕された。男は「日本が歴史を歪曲したので腹が立ったので放火しようとした」と供述した。被告は放火予備罪と建造物侵入の罪に問われ、東京地方裁判所にて「放火すれば他の建物に延焼する可能性もあり、相当危険な犯行」とし、て懲役3年・執行猶予4年（求刑懲役3年）が言い渡された。